# Hulett (Wyoming)
Hulett es un pueblo ubicado en el condado de Crook  en el estado estadounidense de Wyoming. En el año 2010 tenía una población de 383 habitantes y una densidad poblacional de 166.52 personas por km².

## Geografía
Hulett se encuentra ubicado en las coordenadas 44°40′59.1″N 104°35′53.2″O / 44.683083, -104.598111. Según la Oficina del Censo, la localidad tiene un área total de 2,3 km² (0,9 mi²), de la cual 2,3 km² (0,9 mi²) es tierra y 0 km² (0 mi²) (0.0%) es agua.

### Localidades adyacentes
El siguiente diagrama muestra a las localidades en un radio de 68 kilómetros (42,3 mi) de Hulett.

## Demografía
En el 2000 la renta per cápita promedia del hogar era de $23 125, y el ingreso promedio para una familia era de $31 250. El ingreso per cápita para la localidad era de $12 582. En 2000 los hombres tenían un ingreso per cápita de $27 875 contra $15 455 para las mujeres. Alrededor 15.8 % de la población estaba bajo el umbral de pobreza nacional.